# Black Stones
Black Stones (ブラック・ストーンズ?) o también conocida como Blast (ブラスト,?) es una banda de J-Rock/Punk ficticia que tiene como líder al baterista Yasushi Takagi, todo esto al interior del manga "Nana", creación de Ai Yazawa.

## Integrantes
- Nana Ōsaki (大崎ナナ Ōsaki Nana?) a.k.a Nana (ナナ?) - vocalista.
- Nobuo Terashima (寺島伸夫 Terashima Nobuo?) a.k.a. Nobu (ノブ?) - guitarrista
- Shinichi Okazaki (岡崎真一 Okazaki Shin'ichi?) a.k.a. Shin (シン?) - bajista
- Yasushi Takagi (高木泰士 Takagi Yasushi?) a.k.a. Yasu (ヤス?) - batería

## Origen
Tanto Ren como Yasu ya tenían su propio grupo (ambos tocaban con un grupillo punk llamado Brut), pero un día en casa de Nobuo entre los tres deciden formar un nuevo grupo. 
En ese momento aparece Nana, que viene a devolverle un Cd a Nobu, y Ren se queda prendado de ella y le propone ser la cantante del grupo.
Aquí empieza la corta pero intensa carrera musical de los Black Stones (el nombre viene de la marca japonesa de tabaco del mismo nombre, que es la que Yasu fuma, ya que en un momento de falta de inspiración a Nana le parece gracioso proponer este nombre, aunque nunca pensó que este sería el nombre elegido al final de todo, y además está el doble juego de unir el principio de cada palabra Bla- y St-, quedando Blast, que a su vez significa ráfaga en inglés).
Pero la banda no llega a más que un par de conciertos en su pueblo natal, y cuando Trapnest, que en aquel entonces ya era un grupo muy conocido, le propone a Ren ocupar el puesto de guitarrista este acepta, y se marcha a Tokio en busca de la fama, dejando atrás Blast.
Nana decide, pues, buscarse la vida por su cuenta y dos años después se va a Tokio a probar suerte, pero Nobu la sigue y le pide que continúe en Blast.
Yasu, batería y fundador de la banda, incapaz de dejar solos a Nana y Nobu se va también a Tokio. 
Allí se les une Shin, que pasa a ser el bajista.
Gracias a su atractiva imagen y a su carisma pronto empiezan a dar pequeños conciertos, y en uno de ellos son fichados por la productora Gaia. 
Sin embargo Black Stones es un proyecto muy arriesgado para una productora que en esos momentos está mal económicamente, y apenas apuestan por ellos.
Por suerte (o desgracia) para ellos, los paparazzi descubren la relación entre Ren y Nana, y tanto la pobre Nana como los demás miembros de la banda empiezan a aparecer en televisión.
Gaia aprovecha este repentino interés por la banda y decide grabar un disco, aprovechando el tirón. Pero Blast, sin disco aún, llega a ser tan famosa como Trapnest, y empieza una rivalidad entre ellos, hasta el punto de que ambos grupos presentan su nuevo sencillo el mismo día.
"Lucy", primer sencillo de Blast, será el pistoletazo de salida para el grupo.
Actualmente este manga de Ai Yazawa sigue publicándose en la revista Cookie.

## Música
Tomando como algo obvio una banda ficticia de manga no puede tener su propia música, pero si varios artistas han lanzado canciones o singles en el nombre de ésta. 
La más importante sin duda ha sido la cantante Anna Tsuchiya interpretando a Nana Ōsaki en sus canciones "rose","Kuroi Namida","Lucy" y "Zero" que han sido los sencillos icónicos de la serie.
Algunos de los grupos que han interpretado temas a nombre de los Black Stones son:
- Mika Nakashima con "GLAMOROUS SKY" y "Hitoiro".
- Do As Infinity con "I miss you?"
- Tommy heavenly6 con "GIMME ALL OF YOUR LOVE!"
- Kaela Kimura con "Twinkle".
- abingdon boys school con "stay away".
- JapahariNet con "Reimei Jidai".
- Sex Machineguns con "BLACK CROWr".
- Anna Tsuchiya con "rose","Kuroi Namida","Lucy" y "Zero".

## Actores
En la película NANA (2005) y NANA 2 (2006), los integrantes de los Black Stones fueron interpretados por los actores:
- Mika Nakashima - Nana
- Hiroki Narimiya - Nobu
- Kenichi Matsuyama - Shin (NANA 1)
- Hongo Kanata - Shin (NANA 2)
- Tomomi Maruyama - Yasu

- Datos: Q5729597